# Pacific Fur Company
Die Pacific Fur Company war ein kurzlebiges nordamerikanisches Pelzhandelsunternehmen, das von Johann Jakob Astor 1810 gegründet, und deren einziger Stützpunkt, Fort Astoria im heutigen Astoria, Oregon an der Mündung des Columbia River, bereits 1813 wieder verkauft wurde. Im Streit um dieses Fort kollidierten erstmals britische und US-amerikanische Interessen an der Pazifikküste.

## Geschichte
Die Pacific Fur Company wurde am 23. Juni 1810 in New York gegründet. Dabei gehörte die Hälfte der Anteile der im alleinigen Besitz von John Jacob Astor befindlichen American Fur Company. Außerdem stellte Astor das gesamte Kapital für die Unternehmungen der Pazifischen Pelz-Gesellschaft. Die andere Hälfte des Kapitals bestand aus Reserven und Anteilen der Angestellten und mitarbeitenden Partner. Astor, ein deutscher Auswanderer, der mit 20 Jahren nach Amerika gekommen war und der sich lange in Montreal aufgehalten hatte, war 1809 nach Albany in die USA zurückgekehrt.
Bereits 1811 errichtete die Gesellschaft einen Handelsposten beim heutigen Astoria in Oregon, am Südufer des Columbia. So versuchte Astor in den Dreieckshandel zwischen der Pazifikküste, China und Europa einzusteigen. Dabei lud man für die lokalen Indianerstämme wichtige oder bedeutende Güter in New York zu, tauschte sie gegen Pelze. Diese wurden nach China verkauft, um Porzellan, Seide, Gewürze und andere Waren einzutauschen. Über Hawaii sollten diese Waren nach New York zurückgebracht werden. Dazu wurden zwei Expeditionen, eine über Land, eine um Kap Hoorn ausgeschickt.
Der Führer der Seeexpedition war Jonathan Thorn. Er legte mit der Tonquin, die Astor für 37.860 $ gekauft hatte, am 8. September 1810 im New Yorker Hafen ab und erreichte am 22. März 1811 die Mündung des Columbia. Hier verlor Thorn acht Männer in einem Sturm. In der Nähe des seit der Lewis-und-Clark-Expedition von 1805/06 bekannten Fort Clatsop errichteten sie Fort Astoria. Bei seinem Versuch, weiter im Norden, bei den Tla-o-qui-aht am Clayoquot Sound Pelze einzutauschen, verlor er im Juni sein Leben, sein Schiff und die gesamte Mannschaft von 61 Mann (Tonquin-Katastrophe).
Die als Astor-Expedition oder Hunt Party bekannte Überlandgruppe wurde von Wilson Price Hunt angeführt. Sie brach im Juli 1810 mit 16 Mann von Montreal auf, folgte den Großen Seen und fuhr den Mississippi bis St. Louis abwärts. Im März 1811 brach sie von dort auf, folgte dem Missouri bis zu den Arikara-Dörfern beim heutigen Mobridge in Süd-Dakota, überschritt am Union Pass die nordamerikanische kontinentale Wasserscheide und erreichte den Snake River im südlichen Idaho. Doch wurden die Männer dort zerstreut, verloren Nahrungsmittel und Waren, und erreichten im Januar und Februar 1812 auf verschiedenen Wegen Fort Astoria.
Während des Krieges zwischen Großbritannien und den USA (1812 bis 1814/15) verkaufte ein Angestellter Astors den einzigen Stützpunkt an die britische North West Company (16. Oktober 1813). Schon bei Kriegsbeginn hatte London die Isaac Todd ausgeschickt, dazu eine Landtruppe. Astor versuchte Kontakt zur Russischen Pelzhandelsgesellschaft aufzunehmen, Pläne entstanden, die USS Adams zum Schutz des Forts auszuschicken. Astors Schiff, die Lark verließ zwar noch Hawaii, doch ging sie im Sturm unter. Der überlebende Kapitän und Hunt kauften ein neues Schiff, die Albatross, mit der sie Astoria erreichten. Doch dort hatten inzwischen McDougall und Mackenzie das Sagen.
Die benachbarten Briten hatten unter Hunger zu leiden und sie warteten vergeblich auf das Entsatzungsschiff, die Isaac Todd. Sie kauften Duncan McDougall, der inzwischen Fort Astoria leitete und die Tochter eines Chinook-Häuptlings namens Concomly geheiratet hatte, am 16. Oktober 1813 den Handelsposten ab. Die Briten übernahmen das Fort und wurden darin durch die Ankunft des britischen Schiffs HMS Racoon am 30. November bestärkt. Dieses Schiff war statt der Isaac Todd geschickt worden.
Hunt und einige weitere Gegner des Verkaufs verließen das nun britische Fort im April 1814 und erreichten New York 1816. Bereits im November 1814 erschienen Berichte in den New Yorker Zeitungen, Astors Gesellschaft sei ruiniert. Doch Astor gab noch immer nicht auf. Der Friede von Gent von Weihnachten 1814 sah die Rückgabe allen eroberten Landes vor. Astor berief sich darauf, McDougall sei gar nicht befugt gewesen, das Fort zu verkaufen. Tatsächlich konnte er John Quincy Adams, den späteren Präsidenten der USA, dazu bewegen, ihn zu unterstützen. Er schickte die USS Ontario in den Pazifik, die im August 1817 das Gebiet für die USA reklamierte, es jedoch gleich wieder verließ. 1818 einigten sich Großbritannien und die USA auf eine gemeinsame Nutzung des riesigen Gebietes.
Astors noch bestehende Pelzhandelsgesellschaft, die American Fur Company, hatte prinzipiell weiterhin das Recht auf Pelzhandel in der Region. Er hatte im Zusammenhang mit Fort Astoria erreicht, dass sich die US-Regierung auf die Lewis-und-Clark-Expedition berief, aber auch auf Robert Gray, während sich die Briten auf den Kaufvertrag und auf ihre Entdecker seit John Meares und George Vancouver berufen hatten.